# Fang Yaoqing
Fang Yaoqing (chiń. upr. 方耀庆; pinyin Fāng Yàoqìng; ur. 20 kwietnia 1996) – chiński lekkoatleta specjalizujący się w skoku w dal i trójskoku.
W 2013 został podwójnym srebrnym medalistą mistrzostw świata juniorów młodszych w Doniecku. Medalista mistrzostw Chin.

## Osiągnięcia
| Rok  | Impreza                               | Miejsce   | Konkurencja | Lokata            | Wynik |
| ---- | ------------------------------------- | --------- | ----------- | ----------------- | ----- |
| 2013 | Mistrzostwa świata juniorów młodszych | Donieck   | skok w dal  | 2. miejsce        | 7,53  |
| 2013 | Mistrzostwa świata juniorów młodszych | Donieck   | trójskok    | 2. miejsce        | 16,48 |
| 2014 | Mistrzostwa Azji juniorów             | Tajpej    | skok w dal  | 5. miejsce        | 7,47  |
| 2014 | Mistrzostwa Azji juniorów             | Tajpej    | trójskok    | 1. miejsce        | 16,32 |
| 2014 | Mistrzostwa świata juniorów           | Eugene    | trójskok    | 6. miejsce        | 16,15 |
| 2017 | Mistrzostwa świata                    | Londyn    | trójskok    | el. – 26. miejsce | 16,17 |
| 2019 | Mistrzostwa świata                    | Doha      | trójskok    | 10. miejsce       | 16,65 |
| 2022 | Mistrzostwa świata                    | Eugene    | trójskok    | el. –             | DNS   |
| 2023 | Halowe mistrzostwa Azji               | Astana    | trójskok    | 1. miejsce        | 17,20 |
| 2023 | Mistrzostwa Azji                      | Bangkok   | trójskok    | 4. miejsce        | 16,44 |
| 2023 | Mistrzostwa świata                    | Budapeszt | trójskok    | 6. miejsce        | 17,01 |
| 2023 | Igrzyska azjatyckie                   | Hangzhou  | trójskok    | 2. miejsce        | 16,93 |
| 2024 | Halowe mistrzostwa świata             | Glasgow   | trójskok    | 4. miejsce        | 16,93 |
| 2024 | Igrzyska olimpijskie                  | Paryż     | trójskok    | el. – 31. miejsce | 15,85 |

## Rekordy życiowe
- Skok w dal (stadion) – 7,91 (2015)
- Skok w dal (hala) – 7,65 (2019)
- Trójskok (stadion) – 17,17 (2019)
- Trójskok (hala) – 17,20 (2023)